# Гласин
Гласин (њем. Glasin) општина је у њемачкој савезној држави Мекленбург-Западна Померанија. Једно је од 91 општинског средишта округа Нордвестмекленбург. Према процјени из 2010. у општини је живјело 877 становника. Посједује регионалну шифру (AGS) 13058030.

## Географски и демографски подаци
Гласин се налази у савезној држави Мекленбург-Западна Померанија у округу Нордвестмекленбург. Општина се налази на надморској висини од 75 метара. Површина општине износи 39,4 km². У самом мјесту је, према процјени из 2010. године, живјело 877 становника. Просјечна густина становништва износи 22 становника/km².